# 布玛德站
布玛德站位于中国西藏自治区那曲市安多县雁石坪镇，于2006年7月1日启用。該站为青藏铁路的无人駐守车站，由青藏铁路集团公司營運。

## 使用情况
布玛德站是青藏铁路的无人站，有14列旅客列车经过此站，主要为拉萨到发的各类旅客列车。

## 始发车次
目前布玛德站未有任何始发车次。

## 历史
- 2006年7月1日：布玛德站建成启用。
- 2018年7月：青藏铁路格拉段改造工程段新布马德车站投入使用[2]。